# NHL Entry Draft 1983
Der NHL Entry Draft 1983 fand am 8. Juni 1983 im Forum de Montréal in Montréal in der kanadischen Provinz Québec statt. Bei der 21. Auflage des NHL Entry Draft wählten die Teams der National Hockey League (NHL) – abgesehen von den St. Louis Blues – in zwölf Runden insgesamt 242 Spieler aus. Als First Overall Draft Pick wurde als erster US-Amerikaner überhaupt der Flügelstürmer Brian Lawton von den Minnesota North Stars berücksichtigt. Auf den Positionen zwei und drei folgten Sylvain Turgeon für die Hartford Whalers und Pat LaFontaine für die New York Islanders. Die Reihenfolge des Drafts ergab sich aus der umgekehrten Abschlusstabelle der abgelaufenen Spielzeit 1982/83, wobei – wie im Vorjahr eingeführt – die Playoff-Teams nach den Mannschaften an der Reihe waren, die die Playoffs verpasst hatten.
Zum ersten und einzigen Mal in der NHL-Historie nahm mit den St. Louis Blues ein Team nicht am Draft teil. Der Eigentümer der Blues lag mit der NHL im Rechtsstreit um den von ihr nicht genehmigten Verkauf des Franchise ins kanadische Saskatoon, sodass dieser anordnete, den Draft zu boykottieren. Im Voraus wurde der Jahrgang 1983 als unterdurchschnittlich bewertet, sodass die Minnesota North Stars das Risiko eingingen und mit Lawton nicht nur den ersten US-Amerikaner an erster Position wählten, sondern zugleich den bis heute einzigen Akteur von einer High School. In Anbetracht der nachfolgenden Talente machte sich dies jedoch rückblickend nicht bezahlt. Darüber hinaus setzte sich der Trend des Vorjahres fort, sich verstärkt die Rechte an Stars aus dem kommunistischen Osteuropa zu sichern, so wurden gegen Ende des Drafts unter anderem die späteren Hall-of-Fame-Mitglieder Wjatscheslaw Fetissow, Sergei Makarow, Wladislaw Tretjak und Dominik Hašek ausgewählt. Zu weiteren nennenswerten Spielern gehören die ebenfalls in die Hall of Fame aufgenommenen Pat LaFontaine, Steve Yzerman, Cam Neely sowie Tom Barrasso auch Claude Lemieux, Bob Probert, Esa Tikkanen, Kevin Stevens, Rick Tocchet, Uwe Krupp und Alexei Kassatonow.

## Draftergebnis

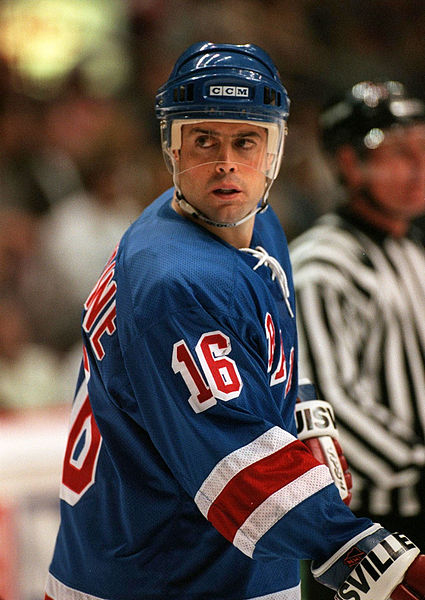
Pat LaFontaine, gewählt an Position 3

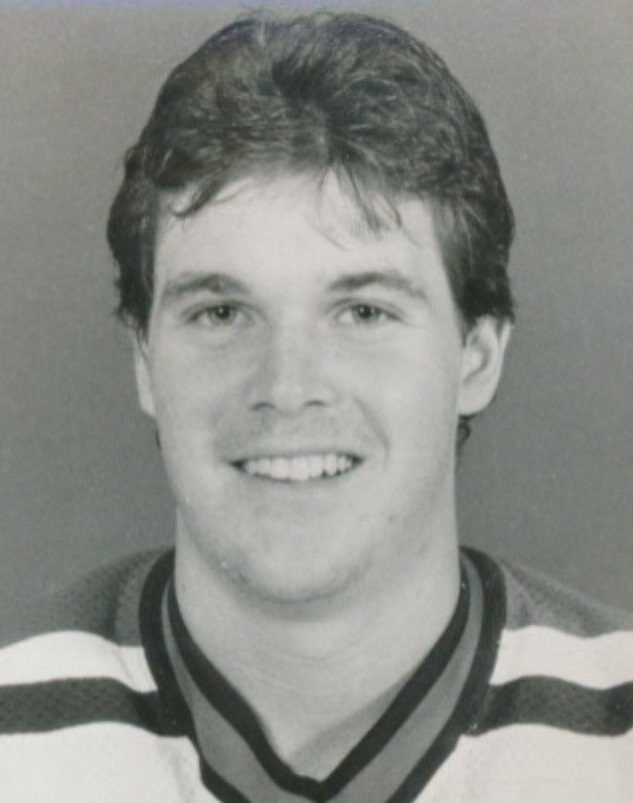
John MacLean, gewählt an Position 6

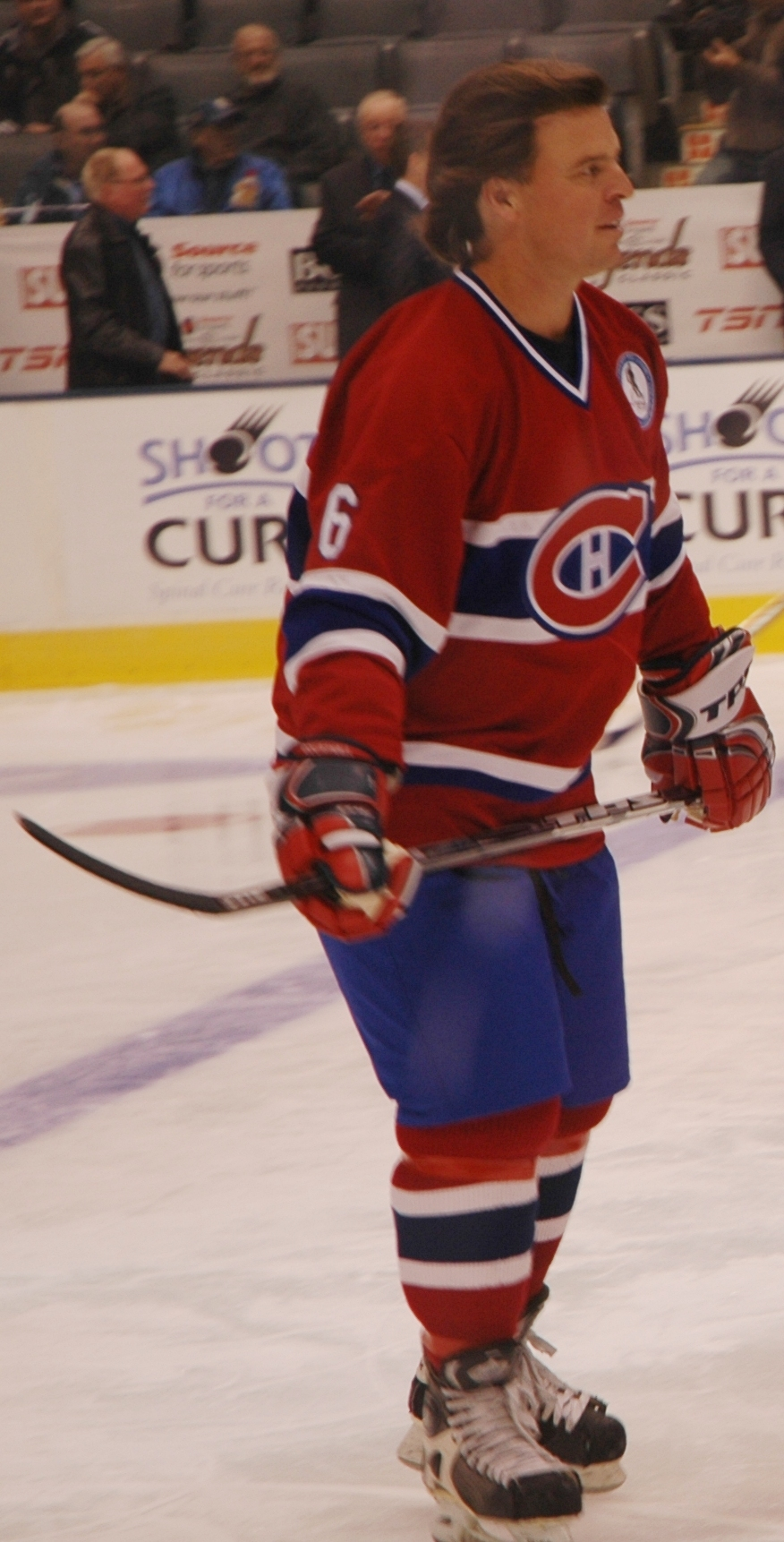
Russ Courtnall, gewählt an Position 7

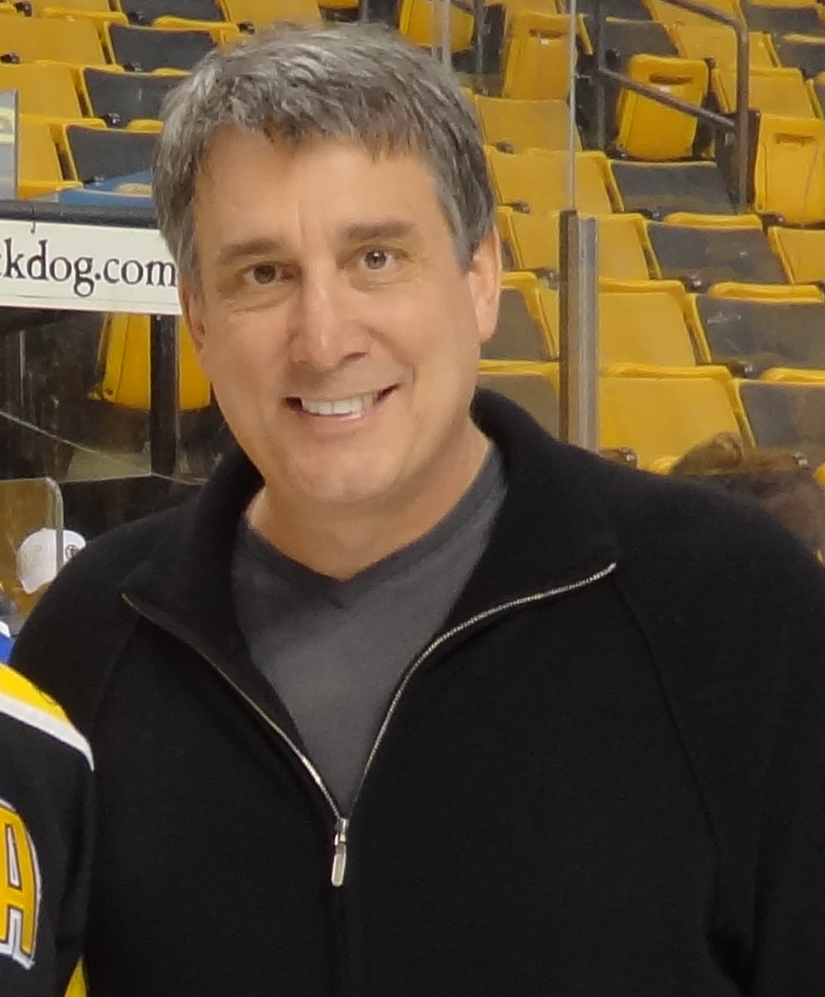
Cam Neely, gewählt an Position 9

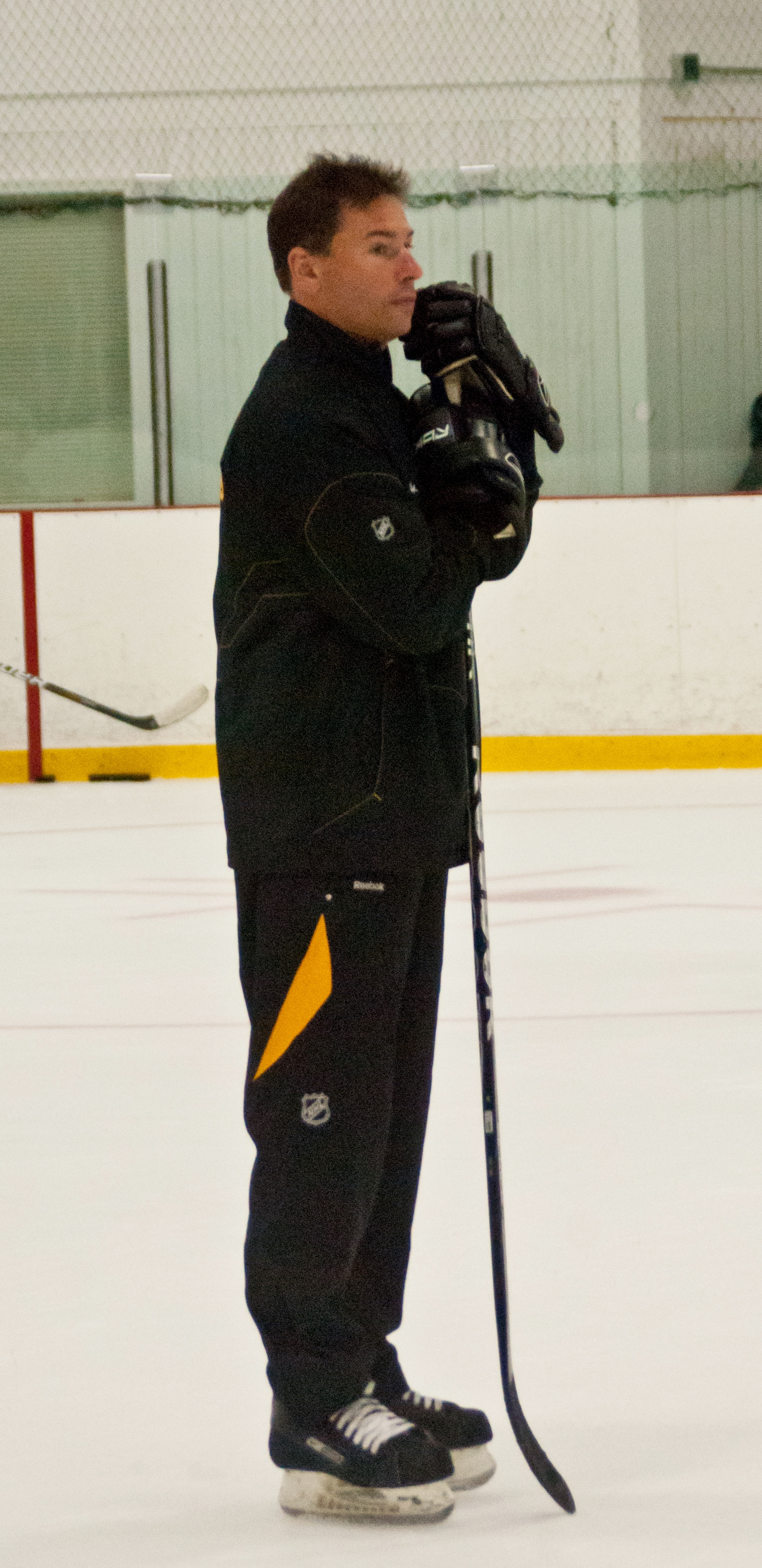
Bruce Cassidy, gewählt an Position 18

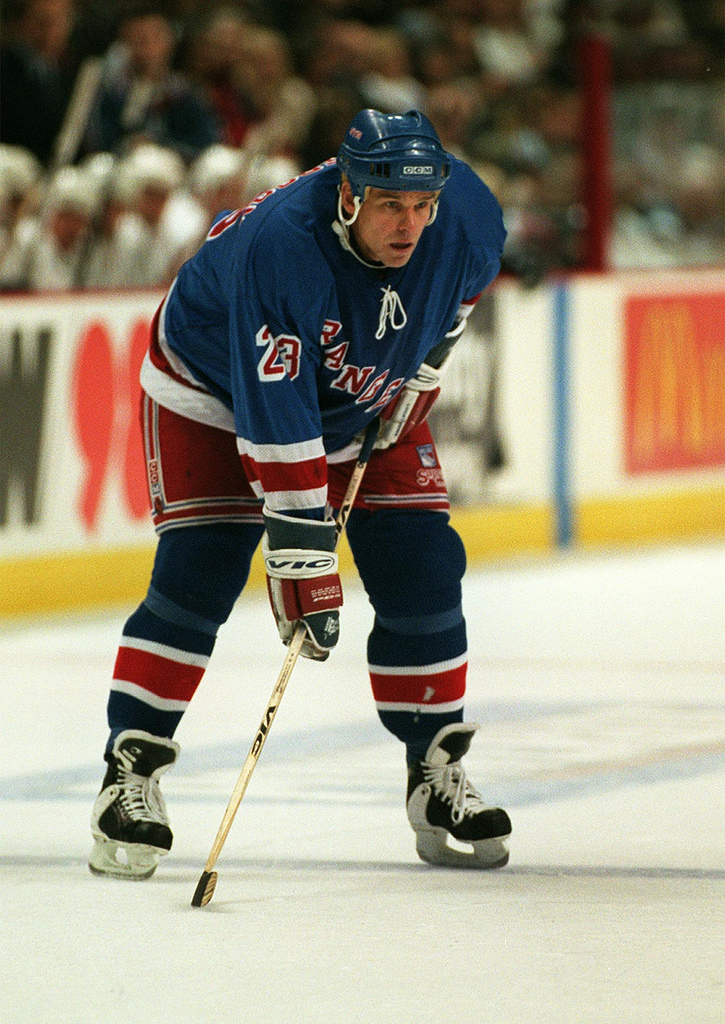
Jeff Beukeboom, gewählt an Position 19

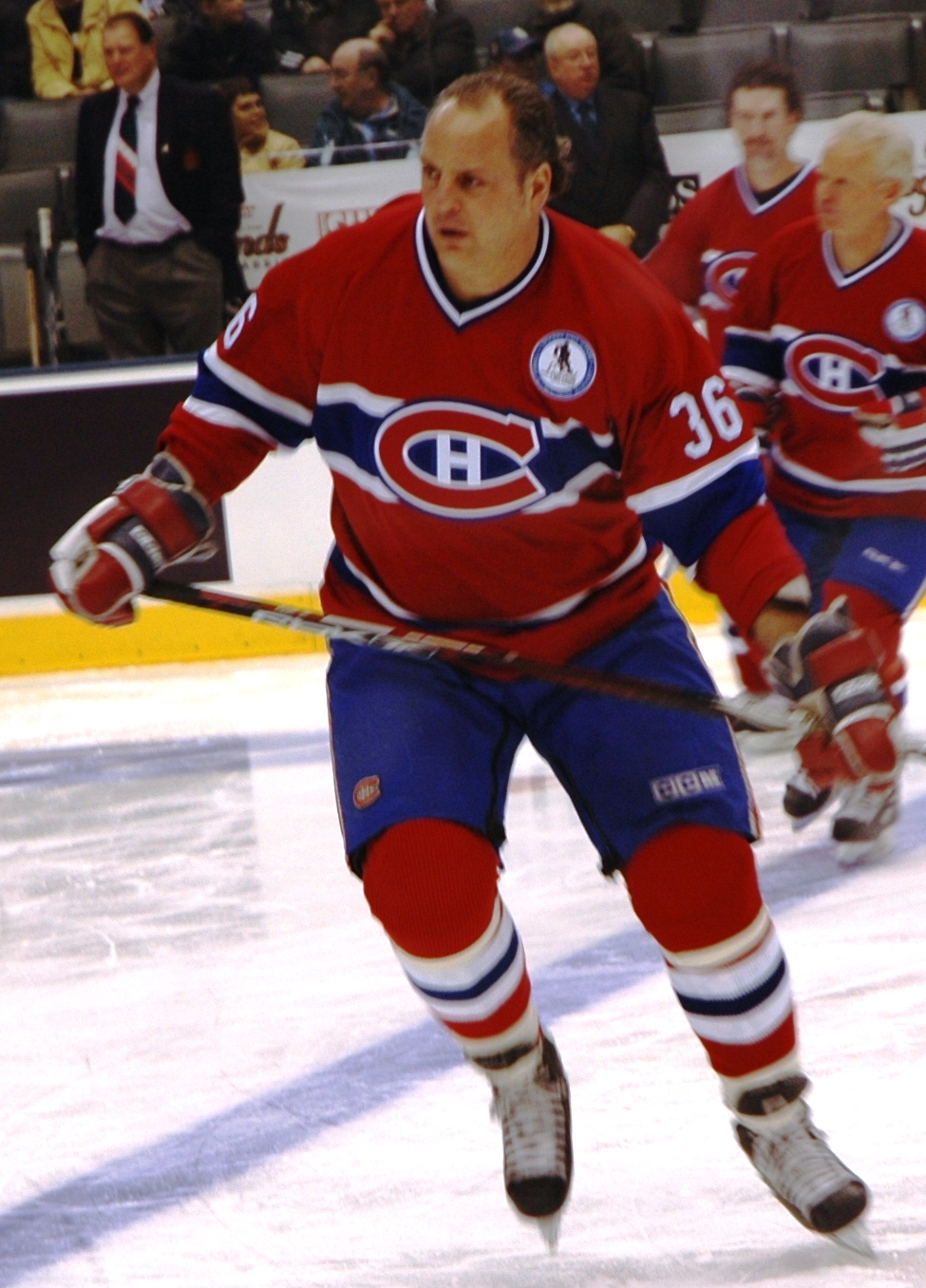
Sergio Momesso, gewählt an Position 27

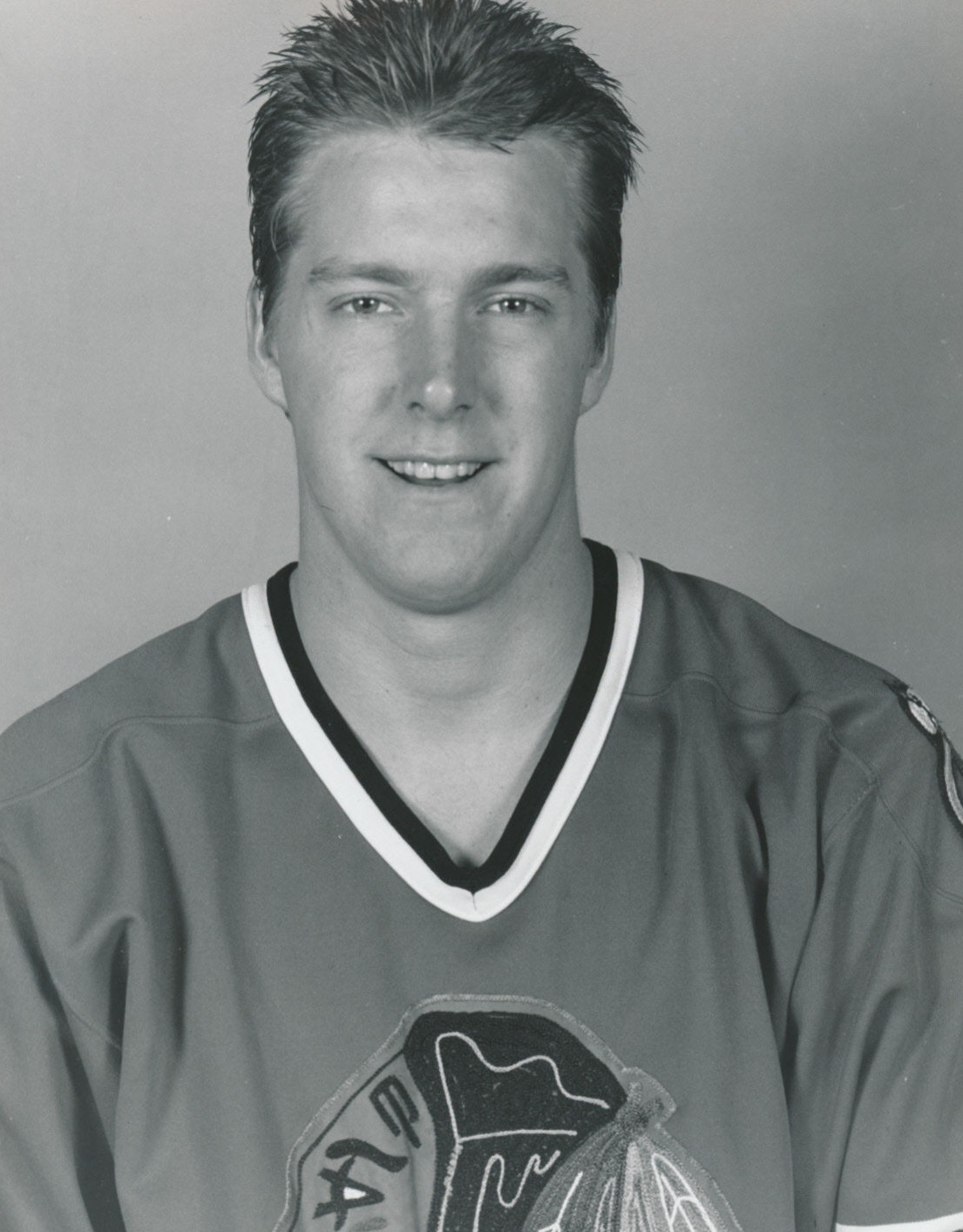
Wayne Presley, gewählt an Position 39

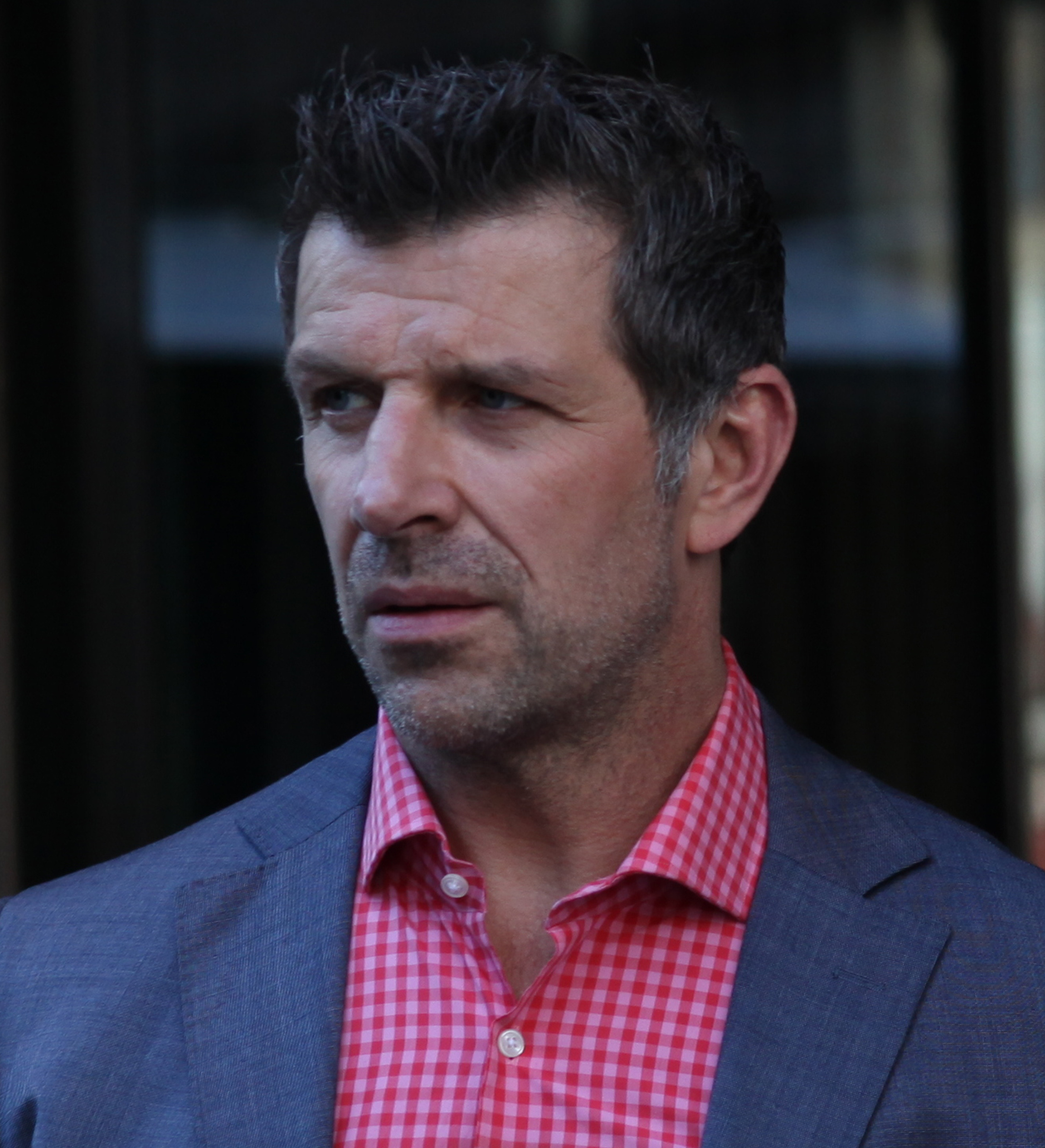
Marc Bergevin, gewählt an Position 59

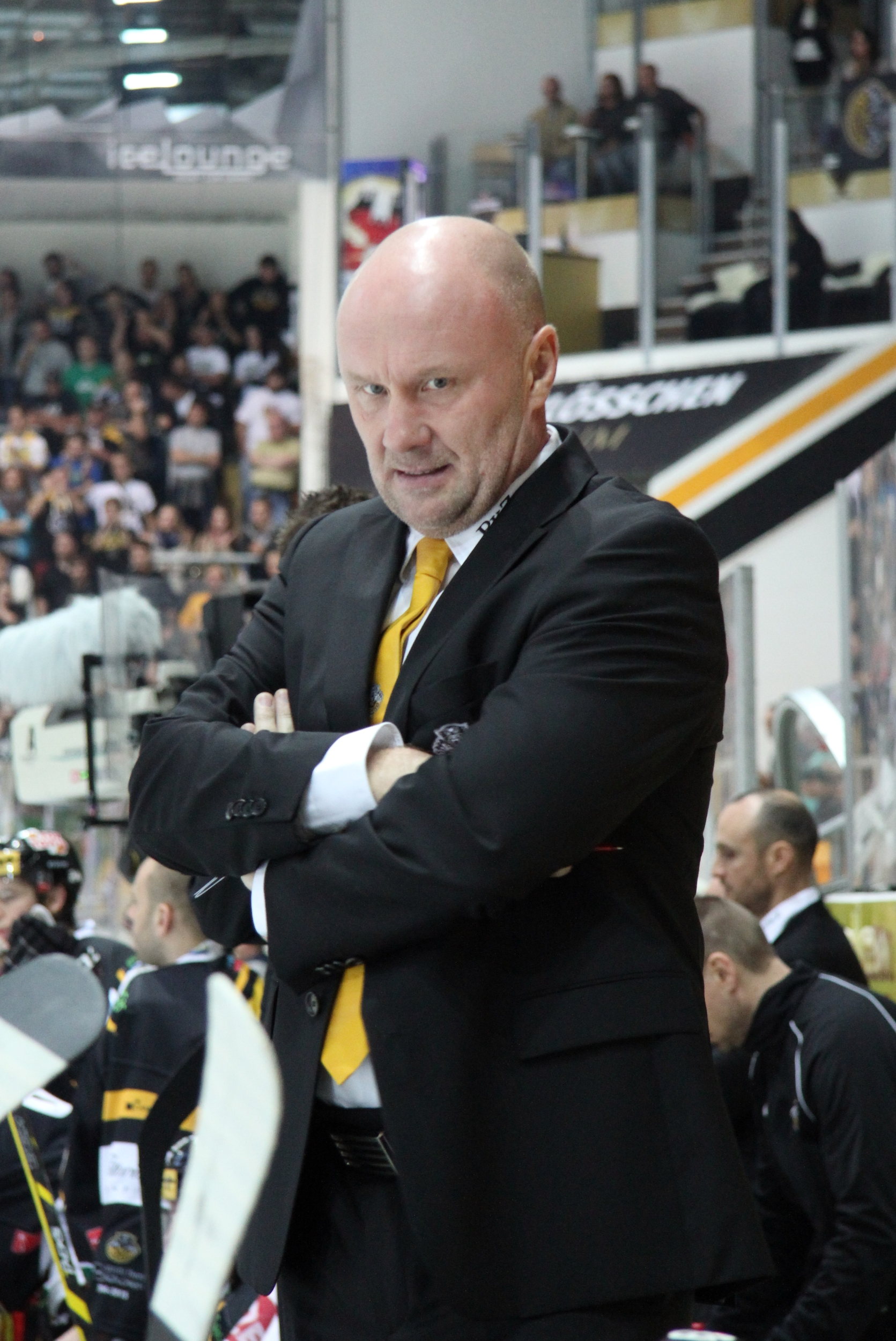
Peter Andersson, gewählt an Position 73

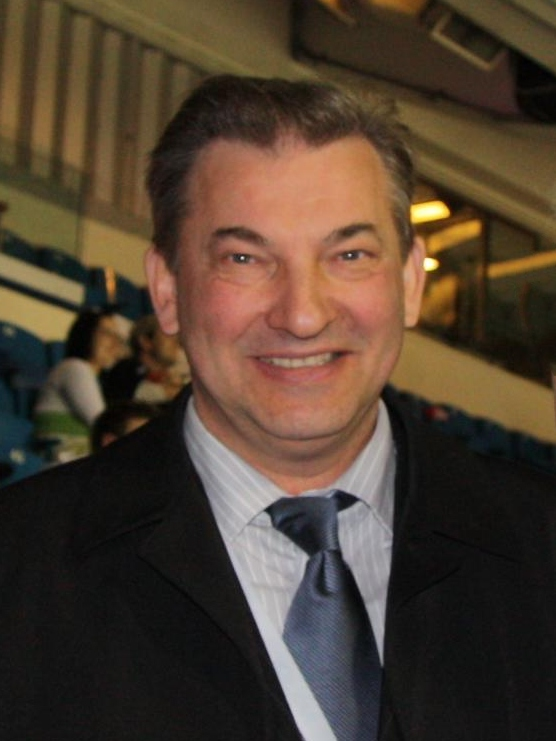
Wladislaw Tretjak, gewählt an Position 138

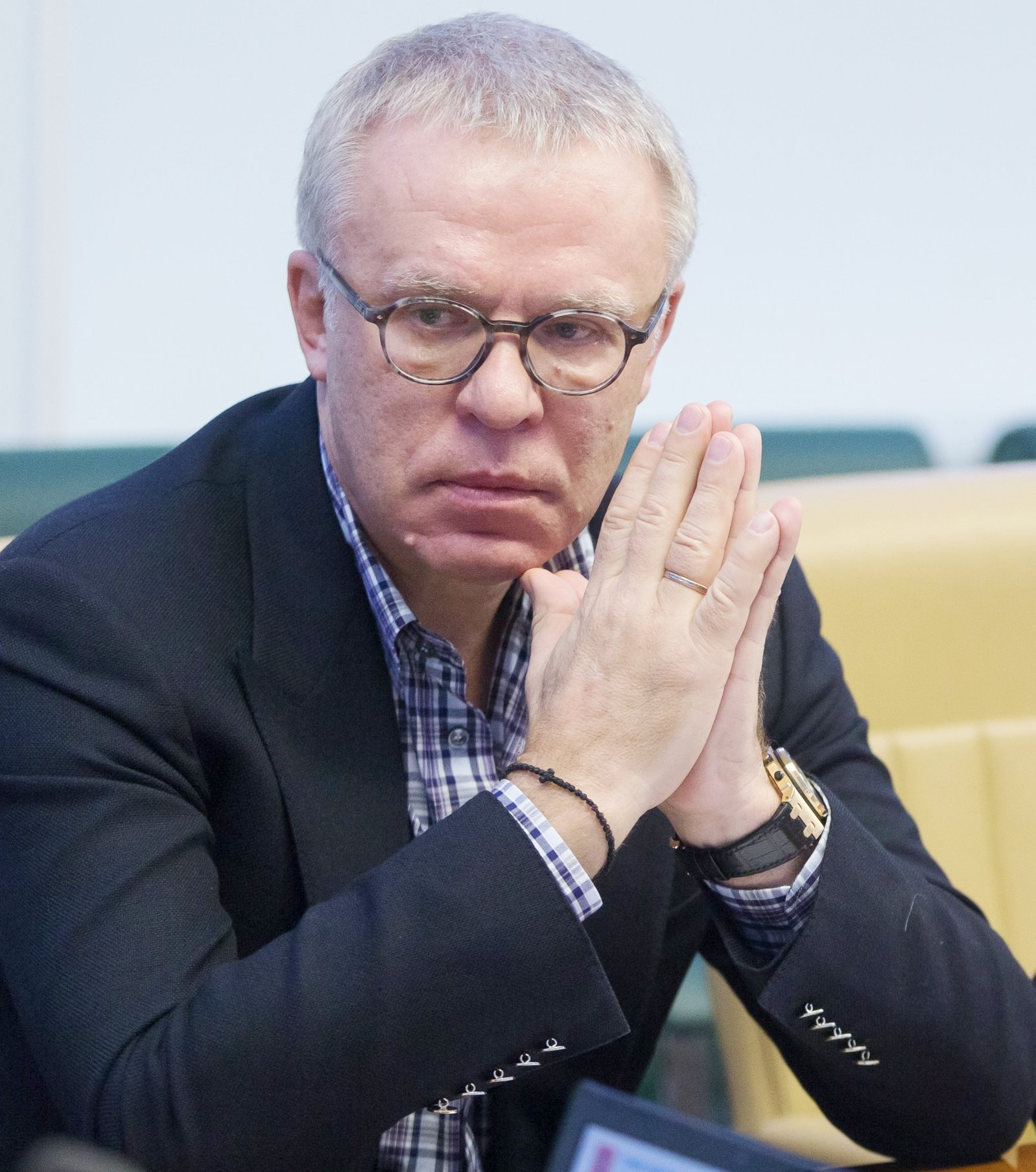
Wjatscheslaw Fetissow, gewählt an Position 145

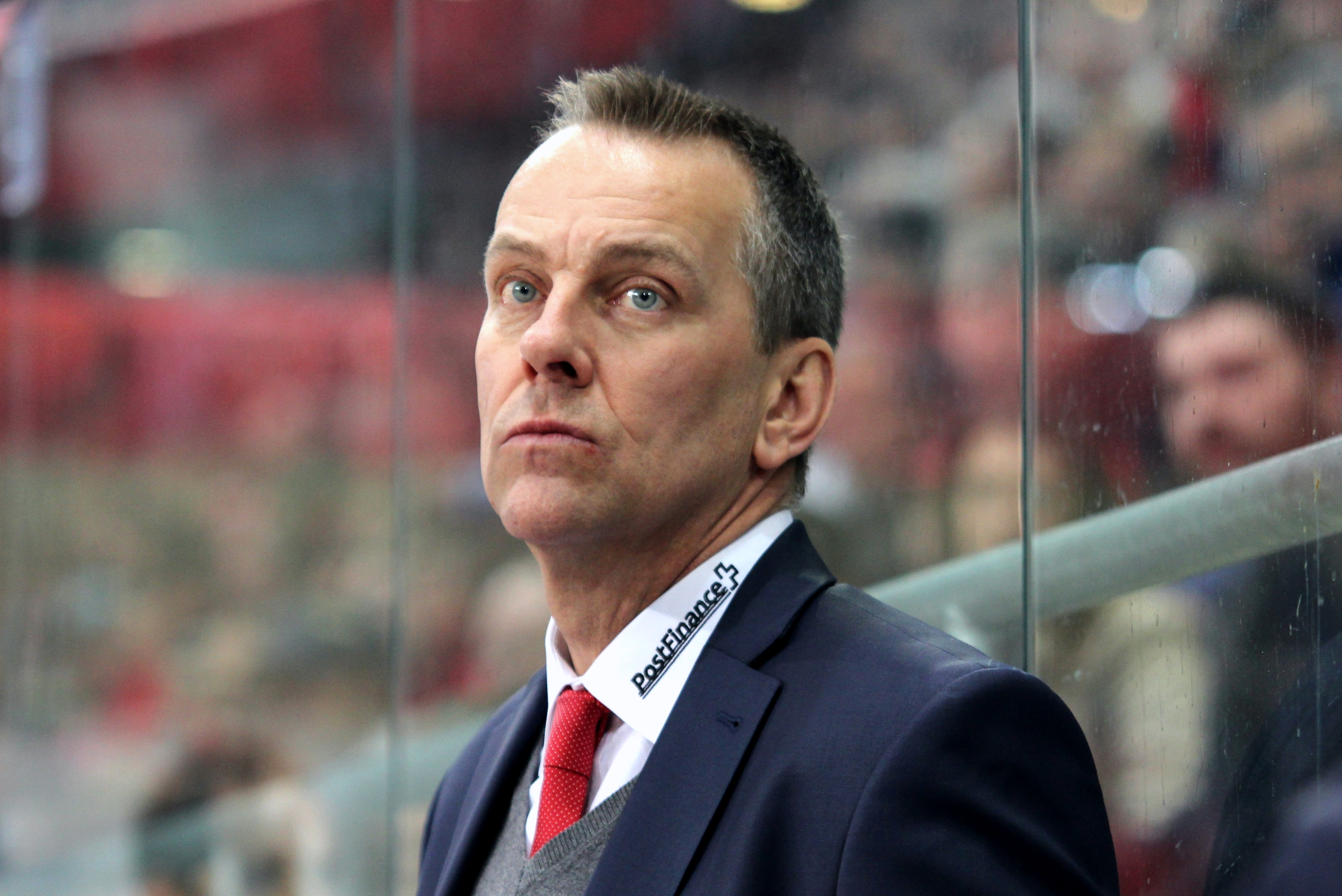
Tommy Albelin, gewählt an Position 152

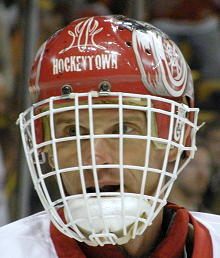
Peter Zezel, gewählt an Position 199

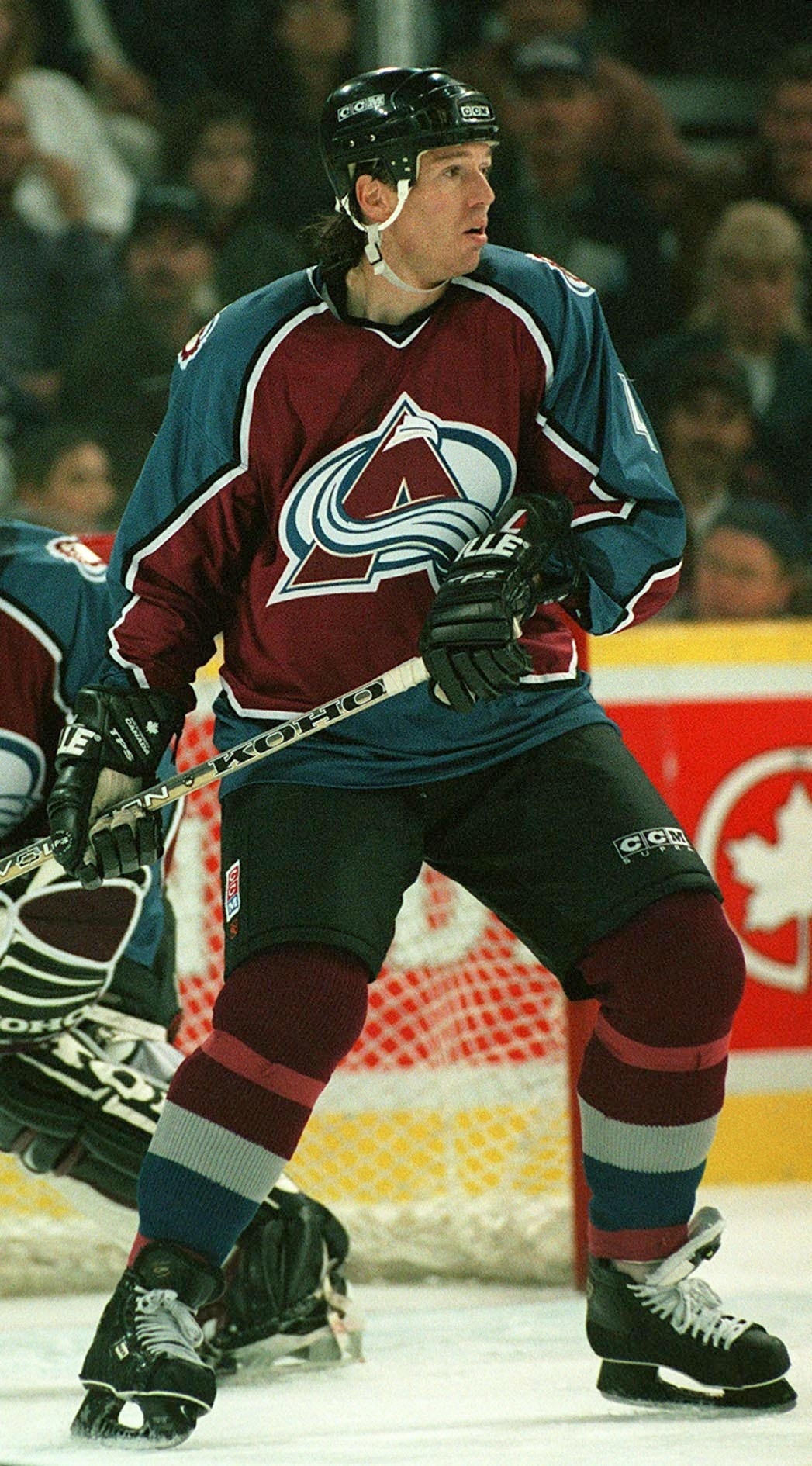
Uwe Krupp, gewählt an Position 214

| Inhaltsverzeichnis Runde 1 \| Runde 2 \| Runde 3 \| Runde 4 \| Runde 5 \| Runde 6 \| Runde 7 \| Runde 8 \| Runde 9 \| Runde 10 \| Runde 11 \| Runde 12 |

Abkürzungen:
Position mit C = Center, LW = linker Flügel, RW = rechter Flügel, D = Verteidiger, G = Torwart
Farblegende:
 = Spieler, die in die Hockey Hall of Fame aufgenommen wurden

### Runde 1
| #   | Spieler         | Nationalität       | Position | NHL-Team                                        | College-/Junioren-/Profi-Team                |
| --- | --------------- | ------------------ | -------- | ----------------------------------------------- | -------------------------------------------- |
| 1.  | Brian Lawton    | Vereinigte Staaten | LW       | Minnesota North Stars (von Pittsburgh Penguins) | Mount Saint Charles Academy (US High School) |
| 2.  | Sylvain Turgeon | Kanada             | LW       | Hartford Whalers                                | Olympiques de Hull (LHJMQ)                   |
| 3.  | Pat LaFontaine  | Vereinigte Staaten | C        | New York Islanders (von New Jersey Devils)      | Junior de Verdun (LHJMQ)                     |
| 4.  | Steve Yzerman   | Kanada             | C        | Detroit Red Wings                               | Peterborough Petes (OHL)                     |
| 5.  | Tom Barrasso    | Vereinigte Staaten | G        | Buffalo Sabres (von Los Angeles Kings)          | Acton-Boxboro High (US High School)          |
| 6.  | John MacLean    | Kanada             | RW       | New Jersey Devils (von St. Louis Blues)         | Oshawa Generals (OHL)                        |
| 7.  | Russ Courtnall  | Kanada             | RW       | Toronto Maple Leafs                             | Victoria Cougars (WHL)                       |
| 8.  | Andrew McBain   | Kanada             | RW       | Winnipeg Jets                                   | North Bay Centennials (OHL)                  |
| 9.  | Cam Neely       | Kanada             | RW       | Vancouver Canucks                               | Portland Winter Hawks (WHL)                  |
| 10. | Normand Lacombe | Kanada             | RW       | Buffalo Sabres (von Calgary Flames)             | University of New Hampshire (NCAA)           |
| 11. | Adam Creighton  | Kanada             | C        | Buffalo Sabres (von Nordiques de Québec)        | Ottawa 67’s (OHL)                            |
| 12. | Dave Gagner     | Kanada             | C        | New York Rangers                                | Brantford Alexanders (OHL)                   |
| 13. | Dan Quinn       | Kanada             | C        | Calgary Flames (von Buffalo Sabres)             | Belleville Bulls (OHL)                       |
| 14. | Bobby Dollas    | Kanada             | D        | Winnipeg Jets (von Washington Capitals)         | Voisins de Laval (LHJMQ)                     |
| 15. | Bob Errey       | Kanada             | LW       | Pittsburgh Penguins (von Minnesota North Stars) | Peterborough Petes (OHL)                     |
| 16. | Gerald Diduck   | Kanada             | D        | New York Islanders                              | Lethbridge Broncos (WHL)                     |
| 17. | Alfie Turcotte  | Vereinigte Staaten | C        | Canadiens de Montréal                           | Portland Winter Hawks (WHL)                  |
| 18. | Bruce Cassidy   | Kanada             | D        | Chicago Black Hawks                             | Ottawa 67’s (OHL)                            |
| 19. | Jeff Beukeboom  | Kanada             | D        | Edmonton Oilers                                 | Sault Ste. Marie Greyhounds (OHL)            |
| 20. | David Jensen    | Vereinigte Staaten | C        | Hartford Whalers (von Philadelphia Flyers)      | Lawrence Academy (US High School)            |
| 21. | Nevin Markwart  | Kanada             | LW       | Boston Bruins                                   | Regina Pats (WHL)                            |

### Runde 2
| #   | Spieler           | Nationalität       | Position | NHL-Team                                                             | College-/Junioren-/Profi-Team      |
| --- | ----------------- | ------------------ | -------- | -------------------------------------------------------------------- | ---------------------------------- |
| 22. | Todd Charlesworth | Kanada             | D        | Pittsburgh Penguins                                                  | Oshawa Generals (OHL)              |
| 23. | Ville Sirén       | Finnland           | D        | Hartford Whalers                                                     | Ilves Tampere (SM-liiga)           |
| 24. | Shawn Evans       | Kanada             | D        | New Jersey Devils                                                    | Peterborough Petes (OHL)           |
| 25. | Lane Lambert      | Kanada             | RW       | Detroit Red Wings                                                    | Saskatoon Blades (WHL)             |
| 26. | Claude Lemieux    | Kanada             | RW       | Canadiens de Montréal (von Los Angeles Kings)                        | Draveurs de Trois-Rivières (LHJMQ) |
| 27. | Sergio Momesso    | Kanada             | LW       | Canadiens de Montréal (von St. Louis Blues)                          | Cataractes de Shawinigan (LHJMQ)   |
| 28. | Jeff Jackson      | Kanada             | LW       | Toronto Maple Leafs                                                  | Brantford Alexanders (OHL)         |
| 29. | Brad Berry        | Kanada             | D        | Winnipeg Jets                                                        | St. Albert Saints (AJHL)           |
| 30. | David Bruce       | Kanada             | LW       | Vancouver Canucks                                                    | Kitchener Rangers (OHL)            |
| 31. | John Tucker       | Kanada             | C        | Buffalo Sabres (von Calgary Flames)                                  | Kitchener Rangers (OHL)            |
| 32. | Yves Héroux       | Kanada             | RW       | Nordiques de Québec                                                  | Saguenéens de Chicoutimi (LHJMQ)   |
| 33. | Randy Heath       | Kanada             | LW       | New York Rangers                                                     | Portland Winter Hawks (WHL)        |
| 34. | Richard Hajdu     | Kanada             | LW       | Buffalo Sabres                                                       | Kamloops Junior Oilers (WHL)       |
| 35. | Todd Francis      | Kanada             | RW       | Canadiens de Montréal (von Washington Capitals via Calgary Flames)   | Brantford Alexanders (OHL)         |
| 36. | Malcolm Parks     | Kanada             | C        | Minnesota North Stars                                                | St. Albert Saints (AJHL)           |
| 37. | Garnet McKechney  | Kanada             | RW       | New York Islanders                                                   | Kitchener Rangers (OHL)            |
| 38. | František Musil   | Tschechoslowakei   | D        | Minnesota North Stars (von Canadiens de Montréal via Calgary Flames) | Tesla Pardubice (1. Liga)          |
| 39. | Wayne Presley     | Vereinigte Staaten | RW       | Chicago Black Hawks                                                  | Kitchener Rangers (OHL)            |
| 40. | Mike Golden       | Vereinigte Staaten | C        | Edmonton Oilers                                                      | Reading High (US High School)      |
| 41. | Peter Zezel       | Kanada             | C        | Philadelphia Flyers                                                  | Toronto Marlboros (OHL)            |
| 42. | Greg Johnston     | Kanada             | RW       | Boston Bruins                                                        | Toronto Marlboros (OHL)            |

### Runde 3
| #   | Spieler           | Nationalität       | Position | NHL-Team                                                          | College-/Junioren-/Profi-Team       |
| --- | ----------------- | ------------------ | -------- | ----------------------------------------------------------------- | ----------------------------------- |
| 43. | Peter Taglianetti | Vereinigte Staaten | D        | Winnipeg Jets (von Pittsburgh Penguins via Canadiens de Montréal) | Providence College (NCAA)           |
| 44. | Derrick Smith     | Kanada             | LW       | Philadelphia Flyers (von Hartford Whalers)                        | Peterborough Petes (OHL)            |
| 45. | Daniel Letendre   | Kanada             | RW       | Canadiens de Montréal (von New Jersey Devils)                     | Remparts de Québec (LHJMQ)          |
| 46. | Bob Probert       | Kanada             | LW       | Detroit Red Wings                                                 | Brantford Alexanders (OHL)          |
| 47. | Bruce Shoebottom  | Kanada             | D        | Los Angeles Kings                                                 | Peterborough Petes (OHL)            |
| 48. | Allan Bester      | Kanada             | G        | Toronto Maple Leafs                                               | Brantford Alexanders (OHL)          |
| 49. | Vesa Salo         | Finnland           | D        | New York Rangers (von Winnipeg Jets)                              | Lukko Rauma (SM-liiga)              |
| 50. | Scott Tottle      | Kanada             | RW       | Vancouver Canucks                                                 | Peterborough Petes (OHL)            |
| 51. | Brian Bradley     | Kanada             | C        | Calgary Flames                                                    | London Knights (OHL)                |
| 52. | Bruce Bell        | Kanada             | D        | Nordiques de Québec                                               | Windsor Spitfires (OHL)             |
| 53. | Gordie Walker     | Kanada             | LW       | New York Rangers                                                  | Portland Winter Hawks (WHL)         |
| 54. | Iiro Järvi        | Finnland           | RW       | Nordiques de Québec (von Buffalo Sabres)                          | HIFK Helsinki (SM-liiga)            |
| 55. | Perry Berezan     | Kanada             | C        | Calgary Flames (von Washington Capitals)                          | St. Albert Saints (AJHL)            |
| 56. | Mitch Messier     | Kanada             | RW       | Minnesota North Stars                                             | Notre Dame Hounds (SMAAAHL)         |
| 57. | Mike Neill        | Kanada             | D        | New York Islanders                                                | Sault Ste. Marie Greyhounds (OHL)   |
| 58. | Mike Rowe         | Kanada             | D        | Pittsburgh Penguins (von Canadiens de Montréal)                   | Toronto Marlboros (OHL)             |
| 59. | Marc Bergevin     | Kanada             | D        | Chicago Black Hawks                                               | Saguenéens de Chicoutimi (LHJMQ)    |
| 60. | Mike Flanagan     | Vereinigte Staaten | D        | Edmonton Oilers                                                   | Acton-Boxboro High (US High School) |
| 61. | Leif Carlsson     | Schweden           | D        | Hartford Whalers (von Philadelphia Flyers)                        | Mora IK (Division 1)                |
| 62. | Greg Puhalski     | Kanada             | C        | Boston Bruins                                                     | Kitchener Rangers (OHL)             |

### Runde 4
| #   | Spieler           | Nationalität       | Position | NHL-Team                                                          | College-/Junioren-/Profi-Team          |
| --- | ----------------- | ------------------ | -------- | ----------------------------------------------------------------- | -------------------------------------- |
| 63. | Frank Pietrangelo | Kanada             | G        | Pittsburgh Penguins                                               | University of Minnesota (NCAA)         |
| 64. | Dave MacLean      | Kanada             | RW       | Hartford Whalers                                                  | Belleville Bulls (OHL)                 |
| 65. | Mikko Mäkelä      | Finnland           | LW       | New York Islanders (von New Jersey Devils)                        | Ilves Tampere (SM-liiga)               |
| 66. | John Bekkers      | Kanada             | C        | Calgary Flames (von Detroit Red Wings)                            | Regina Pats (WHL)                      |
| 67. | Guy Benoit        | Kanada             | C        | Los Angeles Kings                                                 | Cataractes de Shawinigan (LHJMQ)       |
| 68. | Dave Korol        | Kanada             | D        | Detroit Red Wings (von Toronto Maple Leafs via Los Angeles Kings) | Winnipeg Warriors (WHL)                |
| 69. | Bob Essensa       | Kanada             | G        | Winnipeg Jets                                                     | Henry Carr High (Canadian High School) |
| 70. | Tim Lorenz        | Kanada             | LW       | Vancouver Canucks                                                 | Portland Winter Hawks (WHL)            |
| 71. | Kevan Guy         | Kanada             | D        | Calgary Flames                                                    | Medicine Hat Tigers (WHL)              |
| 72. | Ron Chyzowski     | Kanada             | C        | Hartford Whalers (von Nordiques de Québec)                        | St. Albert Saints (AJHL)               |
| 73. | Peter Andersson   | Schweden           | D        | New York Rangers                                                  | Örebro IK (Division 1)                 |
| 74. | Daren Puppa       | Kanada             | G        | Buffalo Sabres                                                    | Kirkland Lake Midget (GNML)            |
| 75. | Tim Bergland      | Vereinigte Staaten | RW       | Washington Capitals                                               | Lincoln High (US High School)          |
| 76. | Brian Durand      | Vereinigte Staaten | C        | Minnesota North Stars                                             | Cloquet High (US High School)          |
| 77. | Bill Claviter     | Vereinigte Staaten | LW       | Calgary Flames (von New York Islanders via New Jersey Devils)     | Virginia High (US High School)         |
| 78. | John Kordic       | Kanada             | RW       | Canadiens de Montréal                                             | Portland Winter Hawks (WHL)            |
| 79. | Tarek Howard      | Vereinigte Staaten | D        | Chicago Black Hawks                                               | Olds Grizzlys (AJHL)                   |
| 80. | Esa Tikkanen      | Finnland           | LW       | Edmonton Oilers                                                   | HIFK Helsinki (SM-liiga)               |
| 81. | Allen Bourbeau    | Vereinigte Staaten | C        | Philadelphia Flyers                                               | Acton-Boxboro High (US High School)    |
| 82. | Allan LaRochelle  | Kanada             | G        | Boston Bruins                                                     | Saskatoon Blades (WHL)                 |

### Runde 5
| #    | Spieler         | Nationalität       | Position | NHL-Team                                      | College-/Junioren-/Profi-Team         |
| ---- | --------------- | ------------------ | -------- | --------------------------------------------- | ------------------------------------- |
| 83.  | Dan Hodgson     | Kanada             | C        | Toronto Maple Leafs (von Pittsburgh Penguins) | Prince Albert Raiders (WHL)           |
| 84.  | Bob Caulfield   | Vereinigte Staaten | RW       | New York Islanders (von Hartford Whalers)     | Detroit Lakes High (US High School)   |
| 85.  | Chris Terreri   | Vereinigte Staaten | G        | New Jersey Devils                             | Providence College (NCAA)             |
| 86.  | Petr Klíma      | Tschechoslowakei   | LW       | Detroit Red Wings                             | CHZ Litvínov (1. Liga)                |
| 87.  | Bob Laforest    | Kanada             | RW       | Los Angeles Kings                             | North Bay Centennials (OHL)           |
| 88.  | Joe Kocur       | Kanada             | D        | Detroit Red Wings (von Toronto Maple Leafs)   | Saskatoon Blades (WHL)                |
| 89.  | Harry Armstrong | Vereinigte Staaten | D        | Winnipeg Jets                                 | Dubuque Fighting Saints (USHL)        |
| 90.  | Doug Quinn      | Kanada             | D        | Vancouver Canucks                             | Nanaimo Islanders (WHL)               |
| 91.  | Igor Liba       | Tschechoslowakei   | LW       | Calgary Flames                                | Dukla Jihlava (1. Liga)               |
| 92.  | Luc Guenette    | Kanada             | G        | Nordiques de Québec                           | Remparts de Québec (LHJMQ)            |
| 93.  | Jim Andonoff    | Vereinigte Staaten | RW       | New York Rangers                              | Belleville Bulls (OHL)                |
| 94.  | Jayson Meyer    | Kanada             | D        | Buffalo Sabres                                | Regina Pats (WHL)                     |
| 95.  | Martin Bouliane | Kanada             | C        | Washington Capitals                           | Bisons de Granby (LHJMQ)              |
| 96.  | Rich Geist      | Vereinigte Staaten | C        | Minnesota North Stars                         | St. Paul Academy (US High School)     |
| 97.  | Ron Viglasi     | Kanada             | D        | New York Islanders                            | Victoria Cougars (WHL)                |
| 98.  | Dan Wurst       | Vereinigte Staaten | D        | Canadiens de Montréal                         | Edina High (US High School)           |
| 99.  | Kevin Robinson  | Kanada             | LW       | Chicago Black Hawks                           | Toronto Marlboros (OHL)               |
| 100. | Garry Galley    | Kanada             | D        | Los Angeles Kings (von Edmonton Oilers)       | Bowling Green State University (NCAA) |
| 101. | Jérôme Carrier  | Kanada             | D        | Philadelphia Flyers                           | Junior de Verdun (LHJMQ)              |
| 102. | Allen Pedersen  | Kanada             | D        | Boston Bruins                                 | Medicine Hat Tigers (WHL)             |

### Runde 6
| #    | Spieler          | Nationalität       | Position | NHL-Team                                      | College-/Junioren-/Profi-Team                |
| ---- | ---------------- | ------------------ | -------- | --------------------------------------------- | -------------------------------------------- |
| 103. | Patrick Émond    | Kanada             | C        | Pittsburgh Penguins                           | Olympiques de Hull (LHJMQ)                   |
| 104. | Brian Johnson    | Vereinigte Staaten | C        | Hartford Whalers                              | Silver Bay High (US High School)             |
| 105. | Gord Mark        | Kanada             | D        | New Jersey Devils                             | Kamloops Junior Oilers (WHL)                 |
| 106. | Chris Pusey      | Kanada             | G        | Detroit Red Wings                             | Brantford Alexanders (OHL)                   |
| 107. | Dave Lundmark    | Vereinigte Staaten | D        | Los Angeles Kings                             | Virginia High (US High School)               |
| 108. | Kevin Stevens    | Vereinigte Staaten | LW       | Los Angeles Kings (von Toronto Maple Leafs)   | Silver Lake High (US High School)            |
| 109. | Joël Baillargeon | Kanada             | LW       | Winnipeg Jets                                 | Olympiques de Hull (LHJMQ)                   |
| 110. | Dave Lowry       | Kanada             | LW       | Vancouver Canucks                             | London Knights (OHL)                         |
| 111. | Grant Blair      | Kanada             | G        | Calgary Flames                                | Harvard University (NCAA)                    |
| 112. | Brad Walcot      | Kanada             | D        | Nordiques de Québec                           | Kingston Canadians (OHL)                     |
| 113. | Bob Alexander    | Vereinigte Staaten | D        | New York Rangers                              | Rosemount High (US High School)              |
| 114. | Jim Hofford      | Kanada             | D        | Buffalo Sabres                                | Windsor Spitfires (OHL)                      |
| 115. | Jari Torkki      | Finnland           | LW       | Chicago Black Hawks (von Washington Capitals) | Lukko Rauma (SM-liiga)                       |
| 116. | Tom McComb       | Vereinigte Staaten | D        | Minnesota North Stars                         | Mount Saint Charles Academy (US High School) |
| 117. | Darin Illikainen | Vereinigte Staaten | LW       | New York Islanders                            | Hermantown High (US High School)             |
| 118. | Arto Javanainen  | Finnland           | RW       | Canadiens de Montréal                         | Ässät Pori (SM-liiga)                        |
| 119. | Mark LaVarre     | Vereinigte Staaten | RW       | Chicago Black Hawks                           | Stratford Cullitons (MWJHL)                  |
| 120. | Don Barber       | Kanada             | RW       | Edmonton Oilers                               | Kelowna Buckaroos (BCJHL)                    |
| 121. | Rick Tocchet     | Kanada             | RW       | Philadelphia Flyers                           | Sault Ste. Marie Greyhounds (OHL)            |
| 122. | Terry Taillefer  | Kanada             | G        | Boston Bruins                                 | St. Albert Saints (AJHL)                     |

### Runde 7
| #    | Spieler           | Nationalität       | Position | NHL-Team              | College-/Junioren-/Profi-Team          |
| ---- | ----------------- | ------------------ | -------- | --------------------- | -------------------------------------- |
| 123. | Paul Ames         | Vereinigte Staaten | D        | Pittsburgh Penguins   | Billerica High (US High School)        |
| 124. | Joe Reekie        | Kanada             | D        | Hartford Whalers      | North Bay Centennials (OHL)            |
| 125. | Greg Evtushevski  | Kanada             | RW       | New Jersey Devils     | Kamloops Junior Oilers (WHL)           |
| 126. | Bob Pierson       | Kanada             | LW       | Detroit Red Wings     | London Knights (OHL)                   |
| 127. | Tim Burgess       | Kanada             | D        | Los Angeles Kings     | Oshawa Generals (OHL)                  |
| 128. | Cam Plante        | Kanada             | D        | Toronto Maple Leafs   | Brandon Wheat Kings (WHL)              |
| 129. | Iain Duncan       | Kanada             | LW       | Winnipeg Jets         | North York Rangers (OJHL)              |
| 130. | Terry Maki        | Kanada             | LW       | Vancouver Canucks     | Brantford Alexanders (OHL)             |
| 131. | Jeff Hogg         | Kanada             | G        | Calgary Flames        | Oshawa Generals (OHL)                  |
| 132. | Craig Mack        | Vereinigte Staaten | D        | Nordiques de Québec   | East Grand Forks High (US High School) |
| 133. | Steve Orth        | Vereinigte Staaten | C        | New York Rangers      | St. Cloud Tech High (US High School)   |
| 134. | Christian Ruuttu  | Finnland           | C        | Buffalo Sabres        | Ässät Pori (SM-liiga)                  |
| 135. | Dwaine Hutton     | Kanada             | C        | Washington Capitals   | Kelowna Wings (WHL)                    |
| 136. | Sean Toomey       | Vereinigte Staaten | C        | Minnesota North Stars | St. Paul Cretin High (US High School)  |
| 137. | Jim Sprenger      | Vereinigte Staaten | D        | New York Islanders    | Cloquet High (US High School)          |
| 138. | Wladislaw Tretjak | Sowjetunion        | G        | Canadiens de Montréal | ZSKA Moskau (Wysschaja Liga)           |
| 139. | Scott Birnie      | Kanada             | RW       | Chicago Black Hawks   | Cornwall Royals (OHL)                  |
| 140. | Dale Derkatch     | Kanada             | C        | Edmonton Oilers       | Regina Pats (WHL)                      |
| 141. | Bob Mormina       | Kanada             | RW       | Philadelphia Flyers   | Chevaliers de Longueuil (LHJMQ)        |
| 142. | Ian Armstrong     | Kanada             | D        | Boston Bruins         | Peterborough Petes (OHL)               |

### Runde 8
| #    | Spieler               | Nationalität       | Position | NHL-Team                                   | College-/Junioren-/Profi-Team           |
| ---- | --------------------- | ------------------ | -------- | ------------------------------------------ | --------------------------------------- |
| 143. | Chris Duperron        | Kanada             | D        | Hartford Whalers (von Pittsburgh Penguins) | Saguenéens de Chicoutimi (LHJMQ)        |
| 144. | Jamie Falle           | Kanada             | G        | Hartford Whalers                           | Clarkson University (NCAA)              |
| 145. | Wjatscheslaw Fetissow | Sowjetunion        | D        | New Jersey Devils                          | ZSKA Moskau (Wysschaja Liga)            |
| 146. | Craig Butz            | Kanada             | D        | Detroit Red Wings                          | Kelowna Wings (WHL)                     |
| 147. | Ken Hammond           | Kanada             | D        | Los Angeles Kings                          | Rensselaer Polytechnic Institute (NCAA) |
| 148. | Paul Bifano           | Kanada             | RW       | Toronto Maple Leafs                        | Burnaby Bluehawks (BCJHL)               |
| 149. | Ron Pesetti           | Kanada             | D        | Winnipeg Jets                              | Western Michigan University (NCAA)      |
| 150. | John Labatt           | Vereinigte Staaten | C        | Vancouver Canucks                          | Minnetonka High (US High School)        |
| 151. | Chris MacDonald       | Kanada             | D        | Calgary Flames                             | Western Michigan University (NCAA)      |
| 152. | Tommy Albelin         | Schweden           | D        | Nordiques de Québec                        | Djurgårdens IF (Elitserien)             |
| 153. | Pete Marcov           | Kanada             | LW       | New York Rangers                           | Welland Cougars (GHJHL)                 |
| 154. | Don McSween           | Vereinigte Staaten | D        | Buffalo Sabres                             | Redford Royals (GLJHL)                  |
| 155. | Marty Abrams          | Kanada             | G        | Washington Capitals                        | Pembroke Lumber Kings (CJHL)            |
| 156. | Don Biggs             | Kanada             | C        | Minnesota North Stars                      | Oshawa Generals (OHL)                   |
| 157. | Dale Henry            | Kanada             | LW       | New York Islanders                         | Saskatoon Blades (WHL)                  |
| 158. | Rob Bryden            | Kanada             | RW       | Canadiens de Montréal                      | Henry Carr High (Canadian High School)  |
| 159. | Kent Paynter          | Kanada             | D        | Chicago Black Hawks                        | Kitchener Rangers (OHL)                 |
| 160. | Ralph Vos             | Kanada             | LW       | Edmonton Oilers                            | Abbotsford Flyers (BCJHL)               |
| 161. | Per-Erik Eklund       | Schweden           | C        | Philadelphia Flyers                        | AIK Solna (Elitserien)                  |
| 162. | François Olivier      | Kanada             | LW       | Boston Bruins                              | Castors de Saint-Jean (LHJMQ)           |

### Runde 9
| #    | Spieler        | Nationalität       | Position | NHL-Team              | College-/Junioren-/Profi-Team                |
| ---- | -------------- | ------------------ | -------- | --------------------- | -------------------------------------------- |
| 163. | Marty Ketola   | Vereinigte Staaten | RW       | Pittsburgh Penguins   | Cloquet High (US High School)                |
| 164. | Bill Fordy     | Kanada             | LW       | Hartford Whalers      | Guelph Platers (OHL)                         |
| 165. | Jay Octeau     | Vereinigte Staaten | D        | New Jersey Devils     | Mount Saint Charles Academy (US High School) |
| 166. | Dave Sikorski  | Vereinigte Staaten | D        | Detroit Red Wings     | Cornwall Royals (OHL)                        |
| 167. | Bruce Fishback | Vereinigte Staaten | C        | Los Angeles Kings     | St. Paul Mariner High (US High School)       |
| 168. | Cliff Abrecht  | Kanada             | D        | Toronto Maple Leafs   | Princeton University (NCAA)                  |
| 169. | Todd Flichel   | Kanada             | D        | Winnipeg Jets         | Gloucester Rangers (COJHL)                   |
| 170. | Allan Measures | Kanada             | D        | Vancouver Canucks     | Calgary Wranglers (WHL)                      |
| 171. | Rob Kivell     | Kanada             | D        | Calgary Flames        | Victoria Cougars (WHL)                       |
| 172. | Wayne Groulx   | Kanada             | C        | Nordiques de Québec   | Sault Ste. Marie Greyhounds (OHL)            |
| 173. | Paul Jerrard   | Kanada             | D        | New York Rangers      | Notre Dame Academy (Canadian High School)    |
| 174. | Tim Hoover     | Kanada             | D        | Buffalo Sabres        | Sault Ste. Marie Greyhounds (OHL)            |
| 175. | Dave Cowan     | Vereinigte Staaten | C        | Washington Capitals   | Minneapolis Washburn High (US High School)   |
| 176. | Paul Pulis     | Vereinigte Staaten | RW       | Minnesota North Stars | Hibbing High (US High School)                |
| 177. | Kevin Vescio   | Kanada             | D        | New York Islanders    | North Bay Centennials (OHL)                  |
| 178. | Grant Mckay    | Kanada             | D        | Canadiens de Montréal | University of Calgary (CIAU)                 |
| 179. | Brian Noonan   | Vereinigte Staaten | RW       | Chicago Black Hawks   | Archbishop Williams High (US High School)    |
| 180. | Dave Roach     | Kanada             | G        | Edmonton Oilers       | New Westminster Royals (BCJHL)               |
| 181. | Robbie Nichols | Kanada             | RW       | Philadelphia Flyers   | Kitchener Rangers (OHL)                      |
| 182. | Harri Laurila  | Finnland           | D        | Boston Bruins         | Kiekko-Reipas (SM-liiga)                     |

### Runde 10
| #    | Spieler              | Nationalität       | Position | NHL-Team                                   | College-/Junioren-/Profi-Team          |
| ---- | -------------------- | ------------------ | -------- | ------------------------------------------ | -------------------------------------- |
| 183. | Alex Haidy           | Kanada             | RW       | Pittsburgh Penguins                        | Sault Ste. Marie Greyhounds (OHL)      |
| 184. | Greg Rolston         | Vereinigte Staaten | RW       | Toronto Maple Leafs (von Hartford Whalers) | Flint Power High (US High School)      |
| 185. | Alexander Tschornych | Sowjetunion        | C        | New Jersey Devils                          | Chimik Woskressensk (Wysschaja Liga)   |
| 186. | Stu Grimson          | Kanada             | LW       | Detroit Red Wings                          | Regina Pats (WHL)                      |
| 187. | Thomas Åhlén         | Schweden           | D        | Los Angeles Kings                          | Skellefteå AIK (Elitserien)            |
| 188. | Brian Ross           | Kanada             | D        | Toronto Maple Leafs                        | Kitchener Rangers (OHL)                |
| 189. | Kory Wright          | Vereinigte Staaten | RW       | Winnipeg Jets                              | Dubuque Fighting Saints (USHL)         |
| 190. | Roger Grillo         | Vereinigte Staaten | D        | Vancouver Canucks                          | University of Maine (NCAA)             |
| 191. | Tom Pratt            | Vereinigte Staaten | D        | Calgary Flames                             | Kimball Union Academy (US High School) |
| 192. | Scott Shaunessy      | Vereinigte Staaten | D        | Nordiques de Québec                        | St. John’s Prep (US High School)       |
| 193. | Reine Landgren       | Schweden           | LW       | Hartford Whalers (von New York Rangers)    | Södertälje SK (Division 1)             |
| 194. | Mark Ferner          | Kanada             | D        | Buffalo Sabres                             | Kamloops Junior Oilers (WHL)           |
| 195. | Yves Beaudoin        | Kanada             | D        | Washington Capitals                        | Cataractes de Shawinigan (LHJMQ)       |
| 196. | Miloš Říha           | Tschechoslowakei   | LW       | Minnesota North Stars                      | TJ Vítkovice (1. Liga)                 |
| 197. | Dave Shellington     | Kanada             | LW       | New York Islanders                         | Cornwall Royals (OHL)                  |
| 198. | Thomas Rundqvist     | Schweden           | C        | Canadiens de Montréal                      | Färjestad BK (Elitserien)              |
| 199. | Dominik Hašek        | Tschechoslowakei   | G        | Chicago Black Hawks                        | Tesla Pardubice (1. Liga)              |
| 200. | Warren Yadlowski     | Kanada             | C        | Edmonton Oilers                            | Calgary Wranglers (WHL)                |
| 201. | Bill McCormack       | Vereinigte Staaten | C        | Philadelphia Flyers                        | Westminster High (US High School)      |
| 202. | Paul Fitzsimmons     | Vereinigte Staaten | D        | Boston Bruins                              | Northeastern University (NCAA)         |

### Runde 11
| #    | Spieler          | Nationalität       | Position | NHL-Team                                        | College-/Junioren-/Profi-Team            |
| ---- | ---------------- | ------------------ | -------- | ----------------------------------------------- | ---------------------------------------- |
| 203. | Garth Hildebrand | Kanada             | LW       | Pittsburgh Penguins                             | Calgary Wranglers (WHL)                  |
| 204. | Allan Acton      | Kanada             | LW       | Hartford Whalers                                | Saskatoon Blades (WHL)                   |
| 205. | Allan Stewart    | Kanada             | LW       | New Jersey Devils                               | Prince Albert Raiders (WHL)              |
| 206. | Jeff Frank       | Vereinigte Staaten | RW       | Detroit Red Wings                               | Regina Pats (WHL)                        |
| 207. | Jan Blaha        | Tschechoslowakei   | RW       | Los Angeles Kings                               | Motor České Budějovice (1. Liga)         |
| 208. | Mike Tomlak      | Kanada             | C        | Toronto Maple Leafs                             | Cornwall Royals (OHL)                    |
| 209. | Eric Cormier     | Kanada             | LW       | Winnipeg Jets                                   | St. George’s High (Canadian High School) |
| 210. | Steve Kayser     | Kanada             | D        | Vancouver Canucks                               | University of Vermont (NCAA)             |
| 211. | Jaroslav Benák   | Tschechoslowakei   | D        | Calgary Flames                                  | Dukla Jihlava (1. Liga)                  |
| 212. | Oldřich Válek    | Tschechoslowakei   | RW       | Minnesota North Stars (von Nordiques de Québec) | Dukla Jihlava (1. Liga)                  |
| 213. | Bryan Walker     | Kanada             | D        | New York Rangers                                | Portland Winter Hawks (WHL)              |
| 214. | Uwe Krupp        | Deutschland BR     | D        | Buffalo Sabres                                  | Kölner EC (Bundesliga)                   |
| 215. | Alain Raymond    | Kanada             | G        | Washington Capitals                             | Draveurs de Trois-Rivières (LHJMQ)       |
| 216. | Anders Huss      | Schweden           | RW       | Washington Capitals (von Minnesota North Stars) | Brynäs IF (Elitserien)                   |
| 217. | John Bjorkman    | Vereinigte Staaten | C        | New York Islanders                              | Warroad High (US High School)            |
| 218. | Jeff Perpich     | Vereinigte Staaten | D        | Canadiens de Montréal                           | Hibbing High (US High School)            |
| 219. | Steve Pepin      | Kanada             | C        | Chicago Black Hawks                             | Castors de Saint-Jean (LHJMQ)            |
| 220. | John Miner       | Kanada             | D        | Edmonton Oilers                                 | Regina Pats (WHL)                        |
| 221. | Brian Jopling    | Vereinigte Staaten | G        | Philadelphia Flyers                             | Williston Academy (US High School)       |
| 222. | Norm Foster      | Kanada             | G        | Boston Bruins                                   | Penticton Knights (BCJHL)                |

### Runde 12
| #    | Spieler           | Nationalität       | Position | NHL-Team                                      | College-/Junioren-/Profi-Team           |
| ---- | ----------------- | ------------------ | -------- | --------------------------------------------- | --------------------------------------- |
| 223. | Dave Goertz       | Kanada             | D        | Pittsburgh Penguins                           | Regina Pats (WHL)                       |
| 224. | Darcy Kaminski    | Kanada             | D        | Hartford Whalers                              | Lethbridge Broncos (WHL)                |
| 225. | Alexei Kassatonow | Sowjetunion        | D        | New Jersey Devils                             | ZSKA Moskau (Wysschaja Liga)            |
| 226. | Chuck Chiatto     | Vereinigte Staaten | C        | Detroit Red Wings                             | Cranbrook High (US High School)         |
| 227. | Chad Johnson      | Vereinigte Staaten | C        | Los Angeles Kings                             | Roseau High (US High School)            |
| 228. | Ron Choules       | Kanada             | LW       | Toronto Maple Leafs                           | Draveurs de Trois-Rivières (LHJMQ)      |
| 229. | Jamie Husgen      | Vereinigte Staaten | D        | Winnipeg Jets                                 | Des Moines Buccaneers (USHL)            |
| 230. | Jay Mazur         | Kanada             | RW       | Vancouver Canucks                             | Breck School (US High School)           |
| 231. | Sergei Makarow    | Sowjetunion        | RW       | Calgary Flames                                | ZSKA Moskau (Wysschaja Liga)            |
| 232. | Bo Berglund       | Schweden           | RW       | Nordiques de Québec                           | Djurgårdens IF (Elitserien)             |
| 233. | Ulf Nilsson       | Schweden           | G        | New York Rangers                              | Skellefteå AIK (Elitserien)             |
| 234. | Marc Hamelin      | Kanada             | G        | Buffalo Sabres                                | Cataractes de Shawinigan (LHJMQ)        |
| 235. | Kermit Salfi      | Vereinigte Staaten | LW       | Buffalo Sabres (von Washington Capitals)      | Northwood Prep (US High School)         |
| 236. | Paul Roff         | Vereinigte Staaten | RW       | Minnesota North Stars                         | Edina High (US High School)             |
| 237. | Peter McGeough    | Vereinigte Staaten | D        | New York Islanders                            | Bishop Hendricken High (US High School) |
| 238. | Jean-Guy Bergeron | Kanada             | D        | Canadiens de Montréal                         | Cataractes de Shawinigan (LHJMQ)        |
| 239. | Jindrich Kokrment | Tschechoslowakei   | C        | Nordiques de Québec (von Chicago Black Hawks) | CHZ Litvínov (1. Liga)                  |
| 240. | Steve Woodburn    | Kanada             | D        | Edmonton Oilers                               | Junior de Verdun (LHJMQ)                |
| 241. | Harold Duvall     | Vereinigte Staaten | LW       | Philadelphia Flyers                           | Belmont Hill High (US High School)      |
| 242. | Greg Murphy       | Vereinigte Staaten | D        | Boston Bruins                                 | Trinity-Pawling High (US High School)   |

## Statistik
| Rang | Nationalität       | Anzahl |
| ---- | ------------------ | ------ |
|      | Nordamerika        | 208    |
| 1.   | Kanada             | 148    |
| 2.   | Vereinigte Staaten | 60     |
|      | Europa             | 34     |
| 3.   | Schweden           | 10     |
| 4.   | Tschechoslowakei   | 9      |
| 4.   | Finnland           | 9      |
| 6.   | Sowjetunion        | 5      |
| 7.   | BR Deutschland     | 1      |

| Rang | Position             | Anzahl |
| ---- | -------------------- | ------ |
| 1.   | Verteidiger          | 86     |
| 2.   | rechte Flügelstürmer | 46     |
| 3.   | Center               | 45     |
| 4.   | linke Flügelstürmer  | 43     |
| 5.   | Torhüter             | 22     |

| Rang | Liga                                            | Anzahl |
| ---- | ----------------------------------------------- | ------ |
| 1.   | Ontario Hockey League (OHL)                     | 57     |
| 2.   | US High School                                  | 45     |
| 3.   | Western Hockey League (WHL)                     | 41     |
| 4.   | Ligue de hockey junior majeur du Québec (LHJMQ) | 24     |
| 5.   | National Collegiate Athletic Association (NCAA) | 14     |
| 6.   | 1. Liga                                         | 9      |
| 6.   | SM-liiga                                        | 9      |
| 8.   | Elitserien                                      | 7      |
| 9.   | Alberta Junior Hockey League (AJHL)             | 6      |
| 10.  | Wysschaja Liga                                  | 5      |
| 10.  | British Columbia Junior Hockey League (BCJHL)   | 5      |
| 12.  | Canadian High School                            | 4      |
| 13.  | United States Hockey League (USHL)              | 3      |
| 13.  | Division 1                                      | 3      |
| 15.  | Canadian Interuniversity Athletics Union (CIAU) | 1      |
| 15.  | Bundesliga                                      | 1      |
| 15.  | Central Ontario Junior Hockey League (COJHL)    | 1      |
| 15.  | Central Junior Hockey League (CJHL)             | 1      |
| 15.  | Great Lakes Junior Hockey League (GLJHL)        | 1      |
| 15.  | Great North Midget League (GNML)                | 1      |
| 15.  | Golden Horseshoe Junior Hockey League (GHJHL)   | 1      |
| 15.  | Mid-Western Junior Hockey League (MWJHL)        | 1      |
| 15.  | Ontario Junior Hockey League (OJHL)             | 1      |
| 15.  | Saskatchewan Midget AAA Hockey League (SMAAAHL) | 1      |

## Rückblick

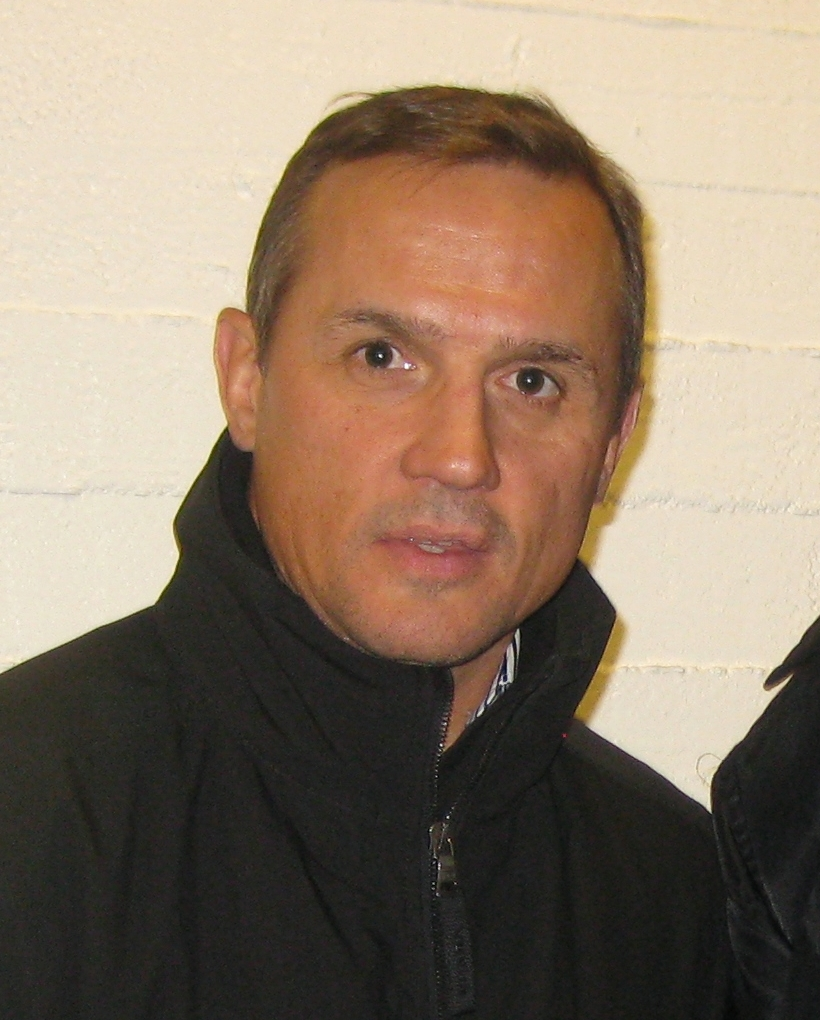
Steve Yzerman, statistisch bester Spieler dieses Jahrgangs

Alle Spieler dieses Draft-Jahrgangs haben ihre Profikarrieren beendet. Die Tabellen zeigen die jeweils fünf besten Akteure in den Kategorien Spiele, Tore, Vorlagen und Scorerpunkte sowie die fünf Torhüter mit den meisten Siegen in der NHL. Darüber hinaus haben 113 der 242 gewählten Spieler (ca. 47 %) mindestens eine NHL-Partie bestritten.
Abkürzungen: Sp = Spiele, T = Tore, V = Assists, Pkt = Scorerpunkte, S = Siege; Fett: Bestwert
| Pick | Spieler        | Position | Sp   | T   | V    | Pkt  |
| ---- | -------------- | -------- | ---- | --- | ---- | ---- |
| 4.   | Steve Yzerman  | C        | 1514 | 692 | 1063 | 1755 |
| 3.   | Pat LaFontaine | C        | 865  | 468 | 545  | 1013 |
| 121. | Rick Tocchet   | RW       | 1144 | 440 | 512  | 952  |
| 6.   | John MacLean   | RW       | 1194 | 413 | 429  | 842  |
| 26.  | Claude Lemieux | RW       | 1215 | 379 | 407  | 786  |
| 7.   | Russ Courtnall | RW       | 1029 | 297 | 447  | 744  |
| 9.   | Cam Neely      | RW       | 726  | 395 | 299  | 694  |
| 100. | Garry Galley   | D        | 1149 | 125 | 475  | 600  |
| 59.  | Marc Bergevin  | D        | 1191 | 36  | 145  | 181  |

| Pick | Spieler       | Sp  | S   |
| ---- | ------------- | --- | --- |
| 199. | Dominik Hašek | 735 | 389 |
| 5.   | Tom Barrasso  | 777 | 369 |
| 74.  | Daren Puppa   | 429 | 179 |
| 69.  | Bob Essensa   | 446 | 173 |
| 85.  | Chris Terreri | 406 | 151 |